# For Massa's Sake
For Massa's Sake è un cortometraggio muto del 1911 diretto da Joseph A. Golden.

## Produzione
Il film fu prodotto dalla Pathé Frères.

## Distribuzione
Distribuito dalla General Film Company, il film - un cortometraggio in una bobina - uscì nelle sale cinematografiche USA il 7 ottobre 1911.